# Søren Malling
Søren Dyrberg Malling (nascut el 3 de febrer de 1964) és un actor danès.

## Biografia
Søren Dyrberg Malling va créixer a Kjellerup i va estudiar interpretació en el Odense Teater entre els anys 1988 i 1992.
És conegut pel seu paper del detectiu Jan Meyer en la sèrie de la televisió danesa Forbrydelsen, i pel seu paper de Torben Friis a la sèrie Borgen.
Malling està casat amb l'actriu Petrine Agger, també actriu, qui encarna el paper de la seva esposa Hanne a Forbrydelsen i que també va aparèixer en la sèrie Borgen on va interpretava el paper de Pernille Madsen, membre del partit laborista.

## Filmografia

### Cinema
- Når mor kommer hjem (1998) - Løber
- Mifunes sidste sang (1999) - Palle Alfon
- Polle Fiction (2002) - Karsten Kørelærer
- Charlie Butterfly (2002) - Brandmand
- Anklaget (2005) - Forsvarer
- Rene hjerter (2006) - Bent
- Anja og Viktor - Brændende kærlighed (2007) - Tommy Jensen
- De unge år: Erik Nietzsche sagaen Part 1 (2007) - Hans Jørgen
- Blå mænd (2008) - Varberg
- Den du frygter (2008) - Søren Karlsen
- Vølvens forbandelse (2009) - Poppo
- Sorte Kugler (2009) - Læge
- Winnie & Karina - The Movie (2009) - Jacob Davantier
- Storm (2009) - Simon
- Julefrokosten (2009) - Torben
- Alting bliver godt igen (2010) - Karl
- Alle for én (2011)
- Un assumpte real (En kongelig affære) (2012)
- Kapringen (2014)
- Krigen (2015)
- Dræberne fra Nibe (2017)
- The Vanishing (2018)

### Televisió
- Bryggeren, episodi 12 (1997) - Arbejder
- Taxa, episodi 31 (1998) - Mette tidligere chauffør
- Rejseholdet, episodi 6 (2000) - Betjent Madsen
- Hotellet, episodi 17 (2000) - Kristoffer Hansen
- Skjulte spor, episodis 12-16, 18, 21-24 (2001) - Jacob Melander
- Nikolaj og Julie, episodi 14 (2003)
- Forsvar, episodi 4 (2003) - Steen Abelskov
- Er du skidt, skat?, episodi 1 (2003) - Kurt Eierbäch
- Fjernsyn for voksne, episodi 2 (2004)
- Ørnen, episodi 9 (2005) - Nikolaj Groholskij
- Teatret vegeu Ringvejen (2006) - Carsten
- Forbrydelsen (2007) - Jan Meyer
- Deroute (2008) - Steffen fra Hvidevareproffen
- Blekingegade (2009) - Peter Kvist
- Borgen (2010) - Torben Friis
- Wallander, The Dogs of Riga (2012) - Alcalde Kàrlis Liepa
- 1864 (2014) - Johan
- Kriger (2018) - Finn
- Rig 45 (2018)
- Efterforskningen (2020)